# Safranal
Le safranal est un composé organique isolé du safran. Il en est le principal constituant responsable de l'arôme.
On pense que le safranal est le produit de dégradation d'un caroténoïde, la zéaxanthine via le passage par un intermédiaire, la picrocrocine.

## Pharmacologie
Le safranal est un anticonvulsivant efficace qui agit comme un agoniste des récepteurs GABAA,. Le safranal montre également une activité antioxydante et interceptrice de radicaux libres,, de même qu'une cytotoxicité envers les cellules cancéreuses in vitro.